# La Paye des moissonneurs
La Paye des moissonneurs est une œuvre de Léon Lhermitte.
Ce tableau a été peint en 1882.
Il est actuellement exposé au musée d'Orsay à Paris.

## Contexte historique
Au XIXe siècle, la Picardie, est une région majoritairement agricole et qui était en grande partie tournée vers la culture de céréales. Assez rapidement, ce territoire se modernise et adopte de nouveaux outils tel que la faux (de 10/15 mètres à 20/30 mètres) remplaçant la faucille nettement plus petite et moins pratique. Les habitants agricoles se modernisent également avec l'instauration de grandes exploitations réunissant granges et autres bâtiments (tel que l'étable) autour de cours fermées.

## Technique et caractéristiques
C'est une peinture à l'huile sur toile de 215 × 272 cm. Avec son encadrement, le tableau a des dimensions encore plus gigantesques (268,5 × 335 cm).

## Œuvre
Ce tableau fait partie du mouvement du naturalisme, important dans la peinture du XIXe siècle.
En effet, Lhermitte met en scène des paysans, à la fin de leur journée, au moment de recevoir leur paie journalière. Il s'agit d'une scène quotidienne qui ici ne doit pas être interprétée comme une dénonciation de la société agraire par son auteur mais comme un constat de la vie de ces personnes du milieu rural.
Lhermitte représente des scènes de vie de son village d'enfance de Mont-Saint-Père (Aisne).
Ces personnages sont reconnaissables également dans le tableau Le Cabaret (1881) et La Moisson (1883). Casimir Dehan, personnage assis à gauche de la scène et tenant la faux, est reconnaissable dans l'ensemble des trois tableaux.